# Нікуліно (Поріцький район)
Ніку́ліно (рос. Никулино, чув. Никулино) — село у складі Поріцького району Чувашії, Росія. Адміністративний центр Нікулінського сільського поселення.
Населення — 304 особи (2010; 412 у 2002).
Національний склад:
- росіяни — 77 %